# Bernard van Périgord
Bernard van Périgord (overleden rond 950) was van 920 tot aan zijn dood graaf van Périgord en van 945 tot aan zijn dood graaf van Angoulême. Hij behoorde tot het huis Taillefer.

## Levensloop
Bernard was de zoon van graaf Willem I van Périgord en Regilindis van Toulouse. Rond het jaar 920 volgde hij zijn vader op als graaf van Périgord.
In 918 vermoordde hij blijkbaar burggraaf Lambert van Marcillac en diens broer Arnold, als vergelding van de door hen ondernomen aanslag op Bernards tante Sanchia, de vrouw van graaf Adhémar van Angoulême. 
Na het overlijden van zijn neef Willem Taillefer rond 945 slaagde Bernard erin om de controle te verwerven over het graafschap Angoulême, waarmee hij de erfenis van zijn grootvader Wulgrin I herenigde. Bernard stierf rond het jaar 950.

## Huwelijken en nakomelingen
Eerst was hij gehuwd met ene Bertha. Ze kregen volgende kinderen:
- Arnold I Barnabé, graaf van Périgord en Angoulême
- Willem III Tallerand (overleden in 962), graaf van Périgord en Angoulême

Zijn tweede echtgenote was ene Gersenda. Ze kregen volgende kinderen:
- Ranulf Bompar (overleden in 975), graaf van Périgord en Angoulême
- Richard Insipiens
- Hilduin
- Godfried